# 1987 في العراق
فيما يلي قوائم الأحداث التي وقعت خلال عام 1987 في العراق.

## سياسة

### تعيين في المنصب
- 1 مارس – عصام الجلبي وزير النفط.

## مواليد

### يناير
- 1 يناير – جابر شاكر لاعب كرة قدم عراقي.
- 1 يناير – علي صلاح هاشم لاعب كرة قدم عراقي.
- 19 يناير – رحمة رياض موسيقية عراقية.
- 23 يناير – بروا نوري لاعب كرة قدم عراقي.

### فبراير
- 21 فبراير – عدنان الطائي مقدم برامج.
- 26 فبراير – سعد عطية لاعب كرة قدم عراقي.

### مارس
- 6 مارس - رسلي المالكي، شاعر وكاتب وناقد سياسي عراقي.
- 11 مارس – عصام ياسين لاعب كرة قدم عراقي.
- 15 مارس – كرار جاسم لاعب كرة قدم عراقي.

### مايو
- 3 مايو – علاء كاطع لاعب كرة قدم عراقي.
- 10 مايو – حسام إبراهيم لاعب كرة قدم عراقي.

### يونيو
- 16 يونيو – خلدون إبراهيم لاعب كرة قدم عراقي.
- 25 يونيو – دارا محمد لاعب كرة قدم عراقي.

### يوليو
- 1 يوليو – سامر سعيد لاعب كرة قدم عراقي.
- 21 يوليو – مصطفى كريم لاعب كرة قدم عراقي.

### أغسطس
- 4 أغسطس – حسين علاء حسين لاعب كرة قدم عراقي.

### أكتوبر
- 17 أكتوبر – حسام كاظم لاعب كرة قدم عراقي.

### ديسمبر
- 1 ديسمبر – سامال سعيد، لاعب كرة قدم عراقي.
- 22 ديسمبر – علاء عبد الزهرة، لاعب كرة قدم عراقي.

## وفيات

### يناير
- 1 يناير – جواد علي (مواليد 1907)
- 31 يناير – إدريس البارزاني (مواليد 1944) سياسي عراقي.